# Diospilus pacificus
Diospilus pacificus är en stekelart som beskrevs av Sergey A. Belokobylskij 1990. Diospilus pacificus ingår i släktet Diospilus och familjen bracksteklar. Inga underarter finns listade i Catalogue of Life.